# 照和 My Little Town KAI BAND
『照和 My Little Town KAI BAND』（しょうわ マイ・リトル・タウン・カイ・バンド）は、甲斐バンドの映画。
2010年4月9日 - 4月11日、福岡県・天神のライブ喫茶・照和にて開催された、『甲斐バンド Live at the 照和』（3Days5公演）から、2日目（4月10日）初回のバンド編成公演を中心に映像化した、ドキュメンタリー&ライヴ映画。

## 概要
出演者として、甲斐バンドのメンバーの他に、千葉和臣（海援隊）・森山達也（THE MODS）・陣内孝則（TH eROCKERS）ら、照和出身アーティストのインタビューが収録されている。
監督はフカツマサカズ、ナレーションは俳優・大森南朋が担当している。
わずか60席、3日間で合計約300名の観客しか体験することができなかった、貴重なライヴ映像は、カメラを8台使って撮影された。
2010年10月1日から、全国ロードショーの前に、福岡のソラリアシネマ（現・TOHOシネマズ天神・ソラリア館）にて、1週間先行ロードショーされた。その初日には、甲斐よしひろが舞台挨拶に訪れ、サプライズとして「HERO（ヒーローになる時、それは今）」をアコースティック・ヴァージョンにて、ギター一本で披露（ゲストで、ブルースハープの中野茂樹〔甲斐の高校時代のバンド、ノーマン・ホイットフィールドのメンバー〕氏が参加）。その音源が11月、Amazon.co.jp限定でMP3配信された。
また、同年12月18日の全国ロードショー公開初日、シネセゾン渋谷にて、甲斐バンド（甲斐・田中）と監督のフカツマサカズ、映画の中で語りを担当している大森南朋が、舞台挨拶を行った。

## DVD
2011年6月2日、本編の他に特典映像を収録して、DVD化された。
初回限定で、20Pのオリジナルmini写真集封入、及びアウターケース仕様となっている。
オリコンデイリーチャートで、DVD総合第3位を記録した。

## 収録曲
1. 新宿
2. 黒い夏
3. 裏切りの街角
4. 8日目の朝
5. 東京の冷たい壁にもたれて
6. 最後の夜汽車
7. 三つ数えろ
8. 風の中の火のように
9. 漂泊者(アウトロー)
10. 地下室のメロディー
11. 冷たい愛情
12. バス通り（※この曲のみステージ映像なし、音源は4月9日のもの）

特典映像:『KAI　35th Anniversary　甲斐バンド Live at the 照和』 4月9日 アコースティック・プレミアムナイト より
1. 東京の一夜
2. 薔薇色の人生
3. きんぽうげ

## 当日(4月10日及び11日)のセットリスト
1. 黒い夏
2. 感触(タッチ)
3. 東京の冷たい壁にもたれて
4. 8日目の朝
5. きんぽうげ
6. 新宿
7. 裏切りの街角
8. 最後の夜汽車
9. 三つ数えろ
10. 風の中の火のように
11. 漂泊者(アウトロー)
12. 地下室のメロディー
13. ポップコーンをほおばって
14. HERO(ヒーローになる時、それは今)
15. 冷たい愛情

## 4月9日アコースティック・プレミアムナイトのセットリスト
1. 東京の一夜
2. 吟遊詩人の唄(ONE MAN BAND)
3. 薔薇色の人生
4. 最後の夜汽車
5. きんぽうげ
6. 裏切りの街角
7. 安奈
8. 漂泊者(アウトロー)
9. 三つ数えろ
10. 風の中の火のように
11. ポップコーンをほおばって
12. バス通り
13. 新宿
14. 破れたハートを売り物に